# Justus Heer
Johann Justus Heer (* 7. Dezember 1840 in Matt im Sernftal; † 2. Juli 1886, anderes Datum: 29. Juni 1886 in Erlenbach) war ein Schweizer evangelischer Geistlicher.

## Leben
Justus Heer war der Sohn des Pfarrers Jakob Heer (* 12. April 1784 in Azmoos; †  24. Januar 1864 in Zürich) und dessen zweiter Ehefrau Regula (geb. Isler). Seine Halbbrüder waren der Paläontologe, Botaniker, Paläobotaniker und Entomologe Oswald Heer und der Fotografiepionier Samuel Heer (* 12. September 1811 in Matt; † 27. April 1889 in Lausanne).
Er immatrikulierte sich 1859 an der Universität Basel und begann ein Studium der Theologie, das er von 1860 bis 1863 an der Universität Zürich beendete. Während des Studiums trat er der Studentenverbindung Zofingia und dem Theologischen Verein bei.
Nach Beendigung des Studiums erfolgte seine Ordination 1863 und er war von 1863 bis 1865 Pfarrverweser und danach Pfarrer in Erlenbach.
Seit 1881 war er Mitglied des Zürcher Kirchenrats und 1885 promovierte er an der Universität Basel zum Dr. theol.
Justus Heer war mit Adele Koch (1840–1906) aus Zürich verheiratet.

### Schriftstellerisches und theologisches Wirken
Justus Heer war Mitredakteur der Zeitschrift Hirtenstimmen und ab 1867 des Kirchenfreund. Blätter für evangelische Wahrheit und Leben. Er verfasste einige theologische Schriften, die ein apologetisches Interesse verfolgten. Er zählte zu den positiven Theologen, setzte sich jedoch für eine klare Unterscheidung eines biblisch-religiösem und eines naturwissenschaftlichen Weltbildes ein. Zum Lebenswerk seines Halbbruders Oswald gab er eine Schrift heraus und beschäftigte sich mit der Namensherkunft verschiedener Orte seines Heimatkantons.

## Schriften (Auswahl)
- Dies ist der Sieg, der die Welt überwindet, unser Glaube: Apologetische Betrachtungen über einige hauptsächlich angefochtene christliche Grundlehren. Zürich 1865.
- Justus J Heer; Jean-Jacques Rapet: Das Wesen der pestalozzischen Methode als Grundlage einer christlichen Erziehung: Ein Beitrag zur Erörterung der Frage über religionslose Schulen. Zürich: Verlag von Hans Staub, 1870.
- Keltische Spuren in den Orts-, Berg- und Flussnamen des Cantons Glarus. Zürich: Meyer & Zeller, 1873.
- Leitfaden für den Konfirmationsunterricht in der evangelisch-reformirten Kirche. Zürich: Dep. d. ev. Gesellschaft, 1882.
- Der Religionsbegriff Albrecht Ritschl's dargestellt und beurteilt. Zürich, F. Schulthess, 1884.
- Oswald Heer: Lebensbild eines schweizerischen Naturforschers. Zürich 1885.